# François Broussais

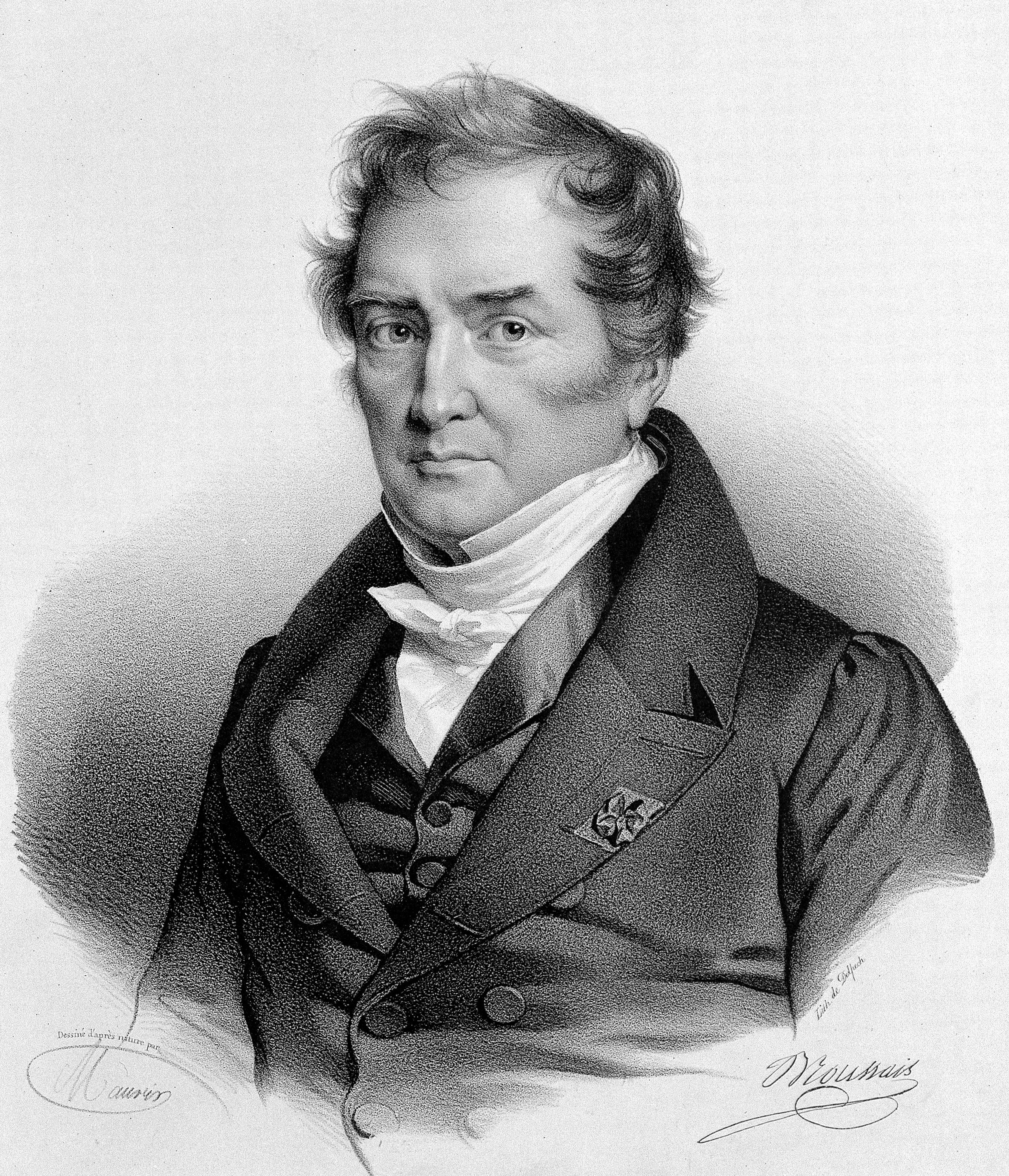
François Joseph Victor Broussais.

François Joseph Victor Broussais, född 17 december 1772 i Saint-Malo, död 17 november 1838 i Vitry-sur-Seine, var en fransk läkare.
Broussais deltog i napoleonkrigen och blev 1820 förste professor vid militärhospitalet Val-de-grâce i Paris och 1832 professor i medicinska fakulteten där. Hans fysiologiska medicin, besläktad med John Browns lära, gick väsentligen ut på att allmänna sjukdomar bara är följder av primära retningar i vissa organ. Han ansåg det vanliga ursprunget vara mag- eller tarmkatarr. Hans behandlingsmetoder var schablonmässiga, ofta använde han sig av kraftiga åderlåtningar. Han inflytande bland samtida franska läkare var mycket stort.